# Flughafen Kopenhagen-Roskilde

i7
i11
i13
Der dänische Flughafen Roskilde (dänisch Københavns Lufthavn Roskilde, IATA-Code: RKE, ICAO-Code: EKRK) liegt rund 43 Kilometer westlich von Kopenhagen und etwa sechs Kilometer südöstlich der Stadt Roskilde nahe der Stadt Tune.
Der zivile Teil des Flughafens dient der Allgemeinen Luftfahrt und gehört zu der Copenhagen Airports A/S, welche Roskilde ebenso wie den wichtigsten Flughafen Kopenhagens (Kastrup) betreibt.
Daneben wird der Flughafen durch die dänische Flyvevåbnet auch als Militärflugplatz genutzt. Hier ist das Air Defence Wing beheimatet, deren Aufgabe die bodengebundene Flugabwehr ist.

## Geschichte
Er wurde 1973 als erster von drei geplanten Flughäfen um Kopenhagen eröffnet. Die anderen beiden wurden jedoch nie gebaut.
Mit Schließung der Flyvestation Værløse im Jahr 2004 wurde ein Teil des militärischen Flugbetrieb auf die Flyvestation Skalstrup verlegt, seinerzeit Standort des östlichen Kommandos der bodengebundenen Flugabwehr. Neben Transport- und VIP-Flügen entstand hier eine SAR-Außenstelle der Eskadrille 722. Die Flugabwehrtruppe wurde 2005 aufgelöst.
Im Jahr 2025 begann der Wiederaufbau der dänischen Flugabwehr am Standort Skalstrup.

## Militärische Nutzung
Den militärische Bereich auf der Westseite des Areals wird durch folgende Einheiten genutzt:
- Air Defence Wing; das Flugabwehrgeschwader wurde im März 2025 neu aufgestellt.[2]
- Detachment der Eskadrille 722, ausgerüstet mit SAR-Hubschraubern des Typs Leonardo AW101

Die Verbindungsflugzeuge der fliegenden Staffel der Hjemmeværnet nutzten die Station ebenfalls.

## Zivile Nutzung

### Fluggesellschaften und Ziele
Copenhagen Air Taxi führt Taxiflüge auf die beiden Kattegat-Inseln Anholt und Læsø durch. Starling Air führt Taxiflüge nach Ærø über Svendborg und Ringsted durch.